# Willi Hausmann
Willi Hausmann (* 17. September 1942 in Oberhausen; † 6. November 2024 in Troisdorf) war ein deutscher Verwaltungsjurist und politischer Beamter (CDU). Er war von 1991 bis 1998 Staatssekretär im Bundesministerium für Frauen und Jugend.

## Leben
Nach dem Abitur leistete er seinen Wehrdienst als Reserveoffizieranwärter bei der Bundeswehr. Er studierte ab 1964 Rechtswissenschaften an der Universität Freiburg, promovierte 1969 und war nach dem zweiten Staatsexamen 1972 wissenschaftlicher Assistent am Institut für ausländisches und internationales Privatrecht der Universität Freiburg. Ab Oktober 1975 arbeitete Willi Hausmann im Bundesministerium des Innern als Referent und Referatsleiter in der Verfassungs- und Zentralabteilung sowie im Leitungsbereich. 1987 wurde Hausmann ständiger Vertreter des Abteilungsleiters für innenpolitische Grundsatzfragen, anschließend Pressesprecher des Bundesinnenministeriums. Ab 1991 arbeitete er als ständiger Vertreter des Abteilungsleiters Innere Sicherheit.
Im September 1991 folgte seine Ernennung zum Staatssekretär im Bundesministerium für Frauen und Jugend. 1998 wurde er nach dem Regierungswechsel in den einstweiligen Ruhestand versetzt. Nach der Wahl Wolfgang Schäubles zum Parteivorsitzenden war er von 1999 bis 2003 der Bundesgeschäftsführer der CDU Deutschlands. In diesem Amt folgte ihm Johannes von Thadden nach.
Hausmann wurde von manchen Beobachtern als Spin Doctor in der CDU betrachtet, so unterstützte er Peter Harry Carstensen bei seinem erfolgreichen Wahlkampf in Schleswig-Holstein. Auch Horst Köhler wurde von ihm beraten, ebenso Jürgen Rüttgers.
Im Wahlkampf 2005 beriet er (zusammen mit Eva Christiansen) Angela Merkel und Paul Kirchhof und galt dabei als Gegenspieler von Kajo Wasserhövel.
Am 4. Juli 2007 wurde er vom ZDF-Fernsehrat in den ZDF-Verwaltungsrat gewählt, dort war er bis zu seinem Ausscheiden im Jahr 2012 Mitglied im Investitionsausschuss.
Hausmann war seit 1964 Mitglied der katholischen Studentenverbindung K.D.St.V. Falkenstein Freiburg im Breisgau. Er war verheiratet, hatte zwei Kinder und lebte in Königswinter.